# Кржава (Крупањ)
Кржава је насеље у Србији у општини Крупањ у Мачванском округу. Према попису из 2022. било је 545 становника.

## Демографија
У насељу Кржава живи 650 пунолетних становника, а просечна старост становништва износи 39,3 година (39,4 код мушкараца и 39,2 код жена). У насељу има 250 домаћинстава, а просечан број чланова по домаћинству је 3,22.
Ово насеље је великим делом насељено Србима (према попису из 2002. године).
|  |

| Демографија | Демографија | Демографија |
| Година      | Становника  | Становника  |
| ----------- | ----------- | ----------- |
| 1948.       | 876         |             |
| 1953.       | 983         |             |
| 1961.       | 986         |             |
| 1971.       | 892         |             |
| 1981.       | 830         |             |
| 1991.       | 832         | 829         |
| 2002.       | 806         | 816         |

| Етнички састав према попису из 2002.‍ | Етнички састав према попису из 2002.‍ | Етнички састав према попису из 2002.‍ | Етнички састав према попису из 2002.‍ | Етнички састав према попису из 2002.‍ |
| ------------------------------------ | ------------------------------------ | ------------------------------------ | ------------------------------------ | ------------------------------------ |
|                                      |                                      |                                      |                                      |                                      |
| Срби                                 | Срби                                 |                                      | 801                                  | 99,37%                               |
| Југословени                          | Југословени                          |                                      | 1                                    | 0,12%                                |
| непознато                            | непознато                            |                                      | 1                                    | 0,12%                                |

| Година пописа     | 1948. | 1953. | 1961. | 1971. | 1981. | 1991. | 2002. |
| ----------------- | ----- | ----- | ----- | ----- | ----- | ----- | ----- |
| Број домаћинстава | 115   | 125   | 162   | 169   | 183   | 214   | 250   |

| Број чланова      | 1  | 2  | 3  | 4  | 5  | 6  | 7 | 8 | 9 | 10 и више | Просек |
| ----------------- | -- | -- | -- | -- | -- | -- | - | - | - | --------- | ------ |
| Број домаћинстава | 37 | 61 | 41 | 69 | 21 | 11 | 8 | 0 | 0 | 2         | 3,22   |

| Пол    | Укупно | Неожењен/Неудата | Ожењен/Удата | Удовац/Удовица | Разведен/Разведена | Непознато |
| ------ | ------ | ---------------- | ------------ | -------------- | ------------------ | --------- |
| Мушки  | 350    | 98               | 227          | 18             | 4                  | 3         |
| Женски | 340    | 65               | 233          | 35             | 7                  | 0         |
| УКУПНО | 690    | 163              | 460          | 53             | 11                 | 3         |

| Пол    | Укупно                    | Пољопривреда, лов и шумарство | Рибарство                            | Вађење руде и камена | Прерађивачка индустрија       |
| ------ | ------------------------- | ----------------------------- | ------------------------------------ | -------------------- | ----------------------------- |
| Мушки  | 169                       | 54                            | 0                                    | 8                    | 52                            |
| Женски | 73                        | 29                            | 0                                    | 0                    | 19                            |
| УКУПНО | 242                       | 83                            | 0                                    | 8                    | 71                            |
| Пол    | Производња и снабдевање   | Грађевинарство                | Трговина                             | Хотели и ресторани   | Саобраћај, складиштење и везе |
| Мушки  | 2                         | 8                             | 9                                    | 1                    | 4                             |
| Женски | 0                         | 0                             | 14                                   | 1                    | 0                             |
| УКУПНО | 2                         | 8                             | 23                                   | 2                    | 4                             |
| Пол    | Финансијско посредовање   | Некретнине                    | Државна управа и одбрана             | Образовање           | Здравствени и социјални рад   |
| Мушки  | 1                         | 2                             | 6                                    | 1                    | 2                             |
| Женски | 0                         | 0                             | 2                                    | 6                    | 1                             |
| УКУПНО | 1                         | 2                             | 8                                    | 7                    | 3                             |
| Пол    | Остале услужне активности | Приватна домаћинства          | Екстериторијалне организације и тела | Непознато            | Непознато                     |
| Мушки  | 1                         | 0                             | 0                                    | 18                   | 18                            |
| Женски | 1                         | 0                             | 0                                    | 0                    | 0                             |
| УКУПНО | 2                         | 0                             | 0                                    | 18                   | 18                            |